# Masakr u Pustom Selu
Masakr u Pustom Selu je bilo smaknuće po kratkom postupku više od stotinu kosovskih Albanaca u Pustom Selu (albanski: Pastasel) na Kosovu, počinjeno 31. ožujka 1999. godine od strane srpskih snaga. 
Pripadnici VJ i paravojnih postrojba su opkolili selo i sakupili stanovnike na jednom mjestu. Razdvojili su muškarce od žena i djece. Ženama i djeci je bilo rečeno da pješice idu prema Albaniji. Muškarci su zatim strijeljani, a neki od ranjenika su živi spaljeni.
Human Right Watch opisuje ovaj događaj kao "najveće zvjerstvo u općini Orahovac" počinjeno tijekom kosovskog rata.

## Pozadina
Pusto Selo se nalazi oko 6 km sjeverozapadno od Orahovca. U selu su živjeli isključivo kosovski Albanci. Kada su izbile borbe između OVK i vladinih snaga u obližnjem selu Drenoč, mnogi stanovnici iz okoline su pobjegli u Pusto Selo. Smatra se da su prethodni sukobi između OVK-a i vladinih snaga u Drenoču, vjerojatno doprinijeli da dođe do ovog pokolja.

## Napad na Pusto Selo
Pripadnici srpskih snaga sigurnosti, uključujući i pripadnike paravojnih formacija, su izvršili veliki napad na Pusto Selo 31. ožujka, tenkovima, topništvom i minobacačima. Stanovnici Pustog Sela, s izbjeglicama iz okolnih sela (ukupno više od 2.000 ljudi), su se sklonili u obližnje polje. Oko 15 sati su se, mašući bijelim maramicama, predali pripadnicima paravojnih formacija koji su ih opkolili.
Srpski vojnici su nakon toga razdvojili muškarce od žena i djece, pretresli žene i oduzeli im novac i nakit. Oko 16:30 žene su otjerali iz sela, naredivši im da “idu u Albaniju”. Muškarci su uglavnom imali više od pedeset pet godina, jer su mlađi mahom već bili pobegli u brda. Nakon što su žene otišle, srpski vojnici su naredili muškarcima da isprazne džepove, i uzeli su im nekoliko tisuća njemačkih maraka koje su našli. Srbi su također zaplijenili osobne isprave seljana. Jedan od preživjelih je kazao da su mu vojnici, kada su mu oduzeli dokumente, rekli: “Neće ti trebati osobna iskaznica onamo kamo ideš.”
Srpski vojnici su iz grupe zarobljenih muškaraca izdvojili sedam ili osam mlađih muškaraca, koje su zatim ispitivali u vezi OVK i surovo tukli. Nakon toga su ih pripadnici srpskih snaga sigurnosti, za koje očevidci misle da su bili pripadnici paravojnih postrojaba, postrojili nedaleko odatle i ubili iz automatskih pušaka. Nakon toga su odvodili grupe muškaraca do ruba jaruge i strijeljali ih na isti način. Ukupno su odveli četiri skupine od 25 do 30 muškaraca do ivice jaruge i ubili ih iz automatskog oružja.
Sto šest kosovskih Albanaca pogubljeno je po kratkom postupku. Masakr je preživjelo ukupno trinaest ljudi.

## Uklanjanje strvina
Sutradan su srpske snage uklonile oko 20-25 leševa iz jaruge i spalile ih u jednoj kući u selu. Navodi se da je zajedno s leševima i šest ranjenika bilo živo spaljeno. U jaruzi je ostalo oko 75-80 preostalih strvina. Seljanima koji su se vratili trebalo je dva dana za prenijeti strvine uzbrdo do mjesta pored seoske džamije, gde su ih sahranili. Na tijelima su bile rane od metaka, a neka su bila više ili manje spaljena.
NATO je 11. travnja 1999. objavio fotografiju snimljenu iz zraka 9. travnja, koja je otkrila novu masovnu grobnicu u Pustom Selu. Dokaz o masovnoj grobnici objavljen je u mnogim zapadnim medijima. Oko dve nedelje nakon objavljivanja fotografija srpske snage su se vratile u Pusto Selo radi uklanjanja fizičkih dokaza zločina. Oko 24. travnja su muškarci u liječničkoj odjeći s maskama iskopali tijela, rabeći za raskopavanje grobnice mali traktor. Tijela su odnijeli prema Orahovcu u dva civilna kamiona.
Prema BBC-ovim podatcima, neke od strvina su odnešene u selo Zrze, jugozapadno od Orahovca, gdje su pokopane na seoskom groblju.